# Часовня Александра Невского (Москва)
Часовня Александра Невского — несохранивашаяся часовня, находившаяся в Москве на Моисеевской площади (ныне — Манежной). Была построена в 1882—1883 годах по проекту архитектора Д. Н. Чичагова «в память воинов, на брани убиенных во время Русско-Турецкой войны 1877—1878 гг.», снесена в 1922 году.

## История

### Основание

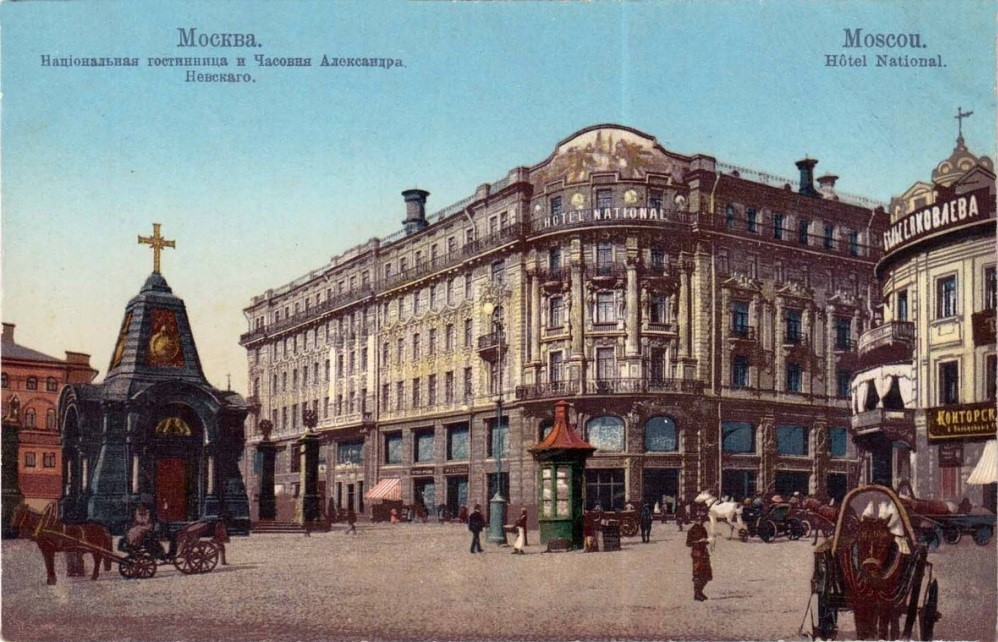
Часовня Александра Невского и гостиница «Националь»

Инициатором строительства в Москве часовни в память о жертвах Русско-турецкой войны 1877—1878 годов было Общество Поощрения Трудолюбия. Для сооружения часовни был открыт сбор пожертвований. На архитектурный конкурс поступило 29 проектов, из которых I премию получил проект академика архитектура В. А. Коссова. Однако из-за нехватки собранных средств к строительству был принят проект архитектора
Д. Н. Чичагова, также участвовавший в конкурсе.
Закладка часовни-памятника состоялась 31 июля 1882 года. Часовня была торжественно освящена 28 ноября 1883 года в пятую годовщину взятия Плевны при большом скоплении народа. Роспись наружных стен была завершена в 1884 году. 
Располагалась часовня на Моисеевской площади (напротив гостиницы «Националь», на углу Тверской и Моховой улиц). Часовня отмечала то место, где ранее находился Моисеевский женский монастырь, упразднённый в 1764 году (его монастырская церковь разобрана в 1789 году).
Часовня была построена в виде чугунной пирамиды, что вызывало ассоциации с «египетским стилем». Шатровая часовня с крестом на вершине была украшена композициями из воинских доспехов. Часовня имела три входа. С севера и с юга от неё стояли парные столбы, увенчанные двуглавыми орлами. Внутри часовни находился образ святого Александра Невского. Иконы в часовне были бесплатно написаны Ф. А. Соколовым.
Доход от часовни поступал на содержание Александровского убежища для увечных воинов Русско-турецкой войны при селе Всехсвятском.

### Снос

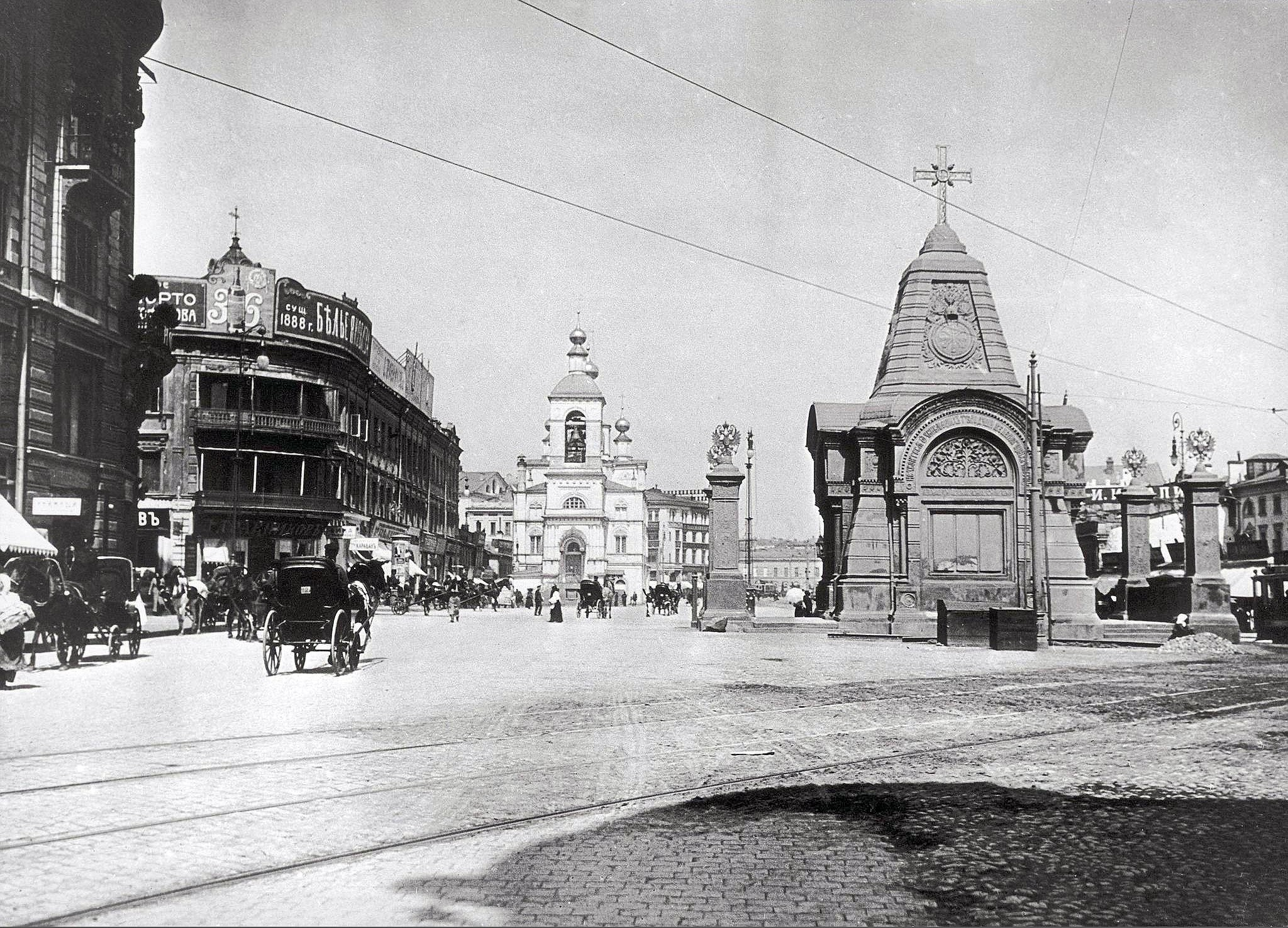
Моисеевская площадь. Часовня Александра Невского. 1914 год.

После Октябрьской революции 1917 года начались разговоры о возможном сносе памятника. Самым большим сторонником сноса часовни Александра Невского являлся заведующий ликвидационным (церковным) отделом Наркомюста П. А. Красиков. Он вступил в переписку с музейным отделом Наркомпроса. По его словам, «часовня раскрашена иконами в честь царей» и «не представляет никакой исторической или художественной ценности». Однако, музейный отдел утверждал, что часовня — это «памятник художественно-исторического и бытового значения, показательный для 80-х годов и подлежащий сохранению».
Эта тяжба длилась около двух лет и наконец в октябре 1922 года Президиум Моссовета постановил снести часовню. Её снесли к пятой годовщине Октябрьской революции. Часовня Александра Невского стала первым в Москве церковным зданием, снесённым советской властью.

### Попытки восстановления
В 1993—1995 годах при строительстве торгового комплекса «Охотный ряд» под Манежной площадью был вскрыт фундамент часовни.
В 1996 году скульптор Зураб Церетели разработал план восстановления на Манежной площади часовни Александра Невского. Однако, проект новой часовни серьёзно отличался от первоначального. По замыслу скульптора она должна была быть выполнена из авиационного стекла и иметь высоту около 15 м. Поэтому у нового проекта появилось много критиков.
Летом 1999 года мэр Юрий Лужков подписал указ «О сооружении в городе Москве часовни на территории Манежной площади», но его отклонил архитектурный совет Москвы.
Осенью 2005 года было принято новое постановление Правительства Москвы, согласно которому часовню Церетели должны были установить на Манежной площади в 2007—2008 годах. Но 27 марта 2009 года Юрий Лужков отменил это постановление, признав его нецелесообразным.
Несмотря на то, что проект строительства был отклонён, Зураб Церетели всё же изготовил новую «хрустальную» часовню. Сейчас она стоит во дворе Музея современного искусства на Гоголевском бульваре. До 2016 года часовня не была освящена.